# Ивкино (Смоленская область)
Ивкино — упразднённая деревня в Монастырщинском районе Смоленской области России. Входит в состав Барсуковского сельского поселения. Население — 1 житель (2007 год). 
Расположена в западной части области в 15 км к юго-востоку от Монастырщины, в 26 км западнее автодороги А141 Орёл — Витебск. В 28 км восточнее деревни расположена железнодорожная станция Энгельгардтовская на линии Смоленск — Рославль. 

## История
В годы Великой Отечественной войны деревня была оккупирована гитлеровскими войсками в июле 1941 года, освобождена в сентябре 1943 года.
На 1978 год входило в Барсуковский сельсовет Монастырщинского района
На 1993 год в Сычёвский сельсовет Монастырщинского района.